# Volby do Knesetu 1996
Volby do 14. Knesetu se v Izraeli konaly společně s vůbec první přímou volbou premiéra 29. května 1996. Voličská účast byla 79,3 %.

## Výsledky
| strana                                                               | hlasů     | % hlasů | křesel na začátku funkčního období | křesel na konci funkčního období |
| -------------------------------------------------------------------- | --------- | ------- | ---------------------------------- | -------------------------------- |
| Strana práce                                                         | 818 570   | 26,8%   | 34                                 | 29                               |
| Likud-Gešer-Comet                                                    | 767 178   | 25,1%   | 32                                 | 19                               |
| Šas                                                                  | 259 759   | 8,5%    | 10                                 | 10                               |
| Národní náboženská strana                                            | 240 224   | 7,8%    | 9                                  | 7                                |
| Merec                                                                | 226 257   | 7,4%    | 9                                  | 7                                |
| Jisra'el be-Alija                                                    | 174 928   | 5,7%    | 7                                  | 5                                |
| Chadaš-Balad                                                         | 129 455   | 4,2%    | 5                                  | 3                                |
| Sjednocený judaismus Tóry                                            | 98 655    | 3,2%    | 4                                  | 3                                |
| Třetí cesta                                                          | 96 457    | 3,1%    | 4                                  | 3                                |
| Sjednocená arabská kandidátka                                        | 89 513    | 2,9%    | 4                                  | 4                                |
| Moledet                                                              | 71 982    | 2,4%    | 2                                  | 3                                |
| neúspěšní                                                            | 78 012    | 2,6%    | 0                                  | 0                                |
| Celkem                                                               | 3 051 592 | 100%    | 120                                | 120                              |
|                                                                      |           |         |                                    |                                  |
| Strana středu                                                        | -         | -       | 0                                  | 5                                |
| Cherut - Národní hnutí                                               | -         | -       | 0                                  | 3                                |
| Gešer                                                                | -         | -       | 0                                  | 3                                |
| Jeden národ                                                          | -         | -       | 0                                  | 3                                |
| Comet                                                                | -         | -       | 0                                  | 2                                |
| Tkuma                                                                | -         | -       | 0                                  | 2                                |
| Alija                                                                | -         | -       | 0                                  | 2                                |
| Šinuj                                                                | -         | -       | 0                                  | 2                                |
| Balad                                                                | -         | -       | 0                                  | 2                                |
| Degel ha-Tora                                                        | -         | -       | 0                                  | 1                                |
| David Zucker                                                         | -         | -       | 0                                  | 1                                |
| Emanuel Zisman                                                       | -         | -       | 0                                  | 1                                |
| Mechora                                                              | -         | -       | 0                                  | 0                                |
| Ha-Cejrim                                                            | -         | -       | 0                                  | 0                                |
| Zdroj: Ministerstvo zahraničních věcí Státu Izrael[nedostupný zdroj] |           |         |                                    |                                  |

### Neúspěšní
Následující strany se zúčastnily voleb, ale nepřekročily volební práh:
- Gil
- Spravedlnost pro všechny
- Organizace pro demokratickou akci
- Progresivní konfederace
- Strana za válku mezi břehy
- Telem
- Jednota pro mír a imigraci
- Jamin Jisra'el

Další dvě strany oznámily svůj záměr zúčastnit se voleb, ale nakonec svou kandidaturu stáhly:
- Arabská aliance za pokrok a změnu
- Morešet Avot

## Čtrnáctý Kneset
Přestože Strana práce volby vyhrála, Benjamin Netanjahu (Likud) vyhrál přímou volbu premiéra, což znamenalo, že bude formovat 27. vládu, což učinil 18. června 1996.
Netanjahu vytvořil koalici sestávající z aliance Likud-Gešer-Comet a stran Šas, Národní náboženská strana, Jisra'el be-Alija, Sjednocený judaismus Tóry a Třetí cestu, s 18 ministry.
Gešer opustil alianci s Likudem a opustil vládní koalici v lednu 1998.
Netanjahu musel řešit několik otázek: levice namítala, že mírový proces postupuje moc pomalu, ale podepsání Hebronského protokolu a Memoranda od Wye River způsobilo problémy s pravicí.
Problémy s prosazením státního rozpočtu na rok 1999 nakonec vedly k vyvolání předčasných voleb pro volby do Knesetu i premiérských voleb, které se konaly v květnu 1999.